# Homicidio

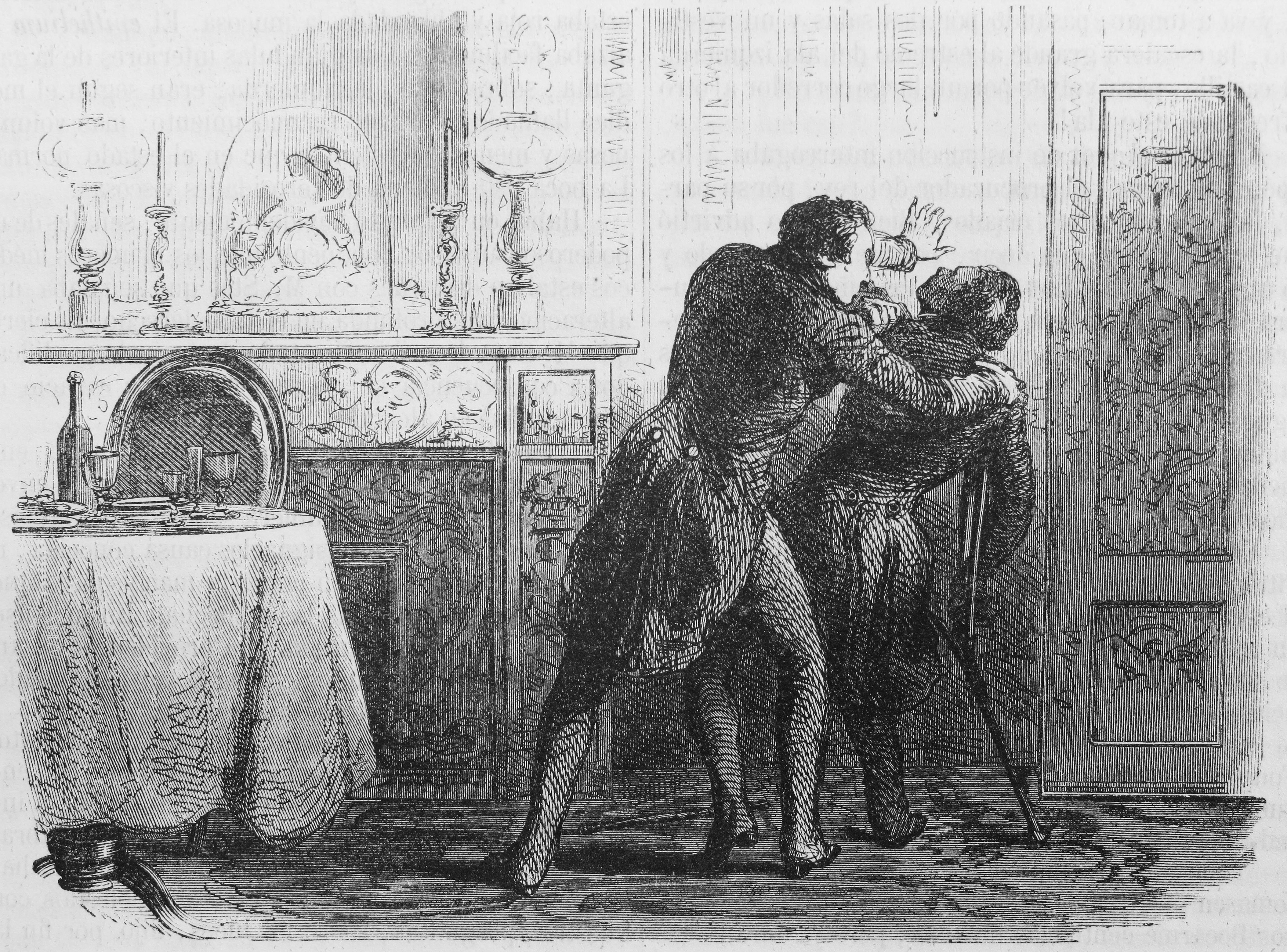
Escenario de un homicidio en curso

El homicidio es la acción de causar la muerte de otro ser humano. Jurídicamente, es un delito que consiste en matar a alguien, por acción u omisión, con intención o sin intención, sin que concurran las circunstancias de alevosía, precio o ensañamiento, propias del asesinato. Supone, por tanto, un atentado contra la vida de una persona física, bien protegido por el derecho.

## Etimología
El término procede etimológicamente del latín homicidĭum, un compuesto de homo, ‘ser humano’, y caedere, ‘matar’, de modo que literalmente en castellano se traduce ‘matar a un ser humano’.

## Clasificaciones generales
El homicidio tiene cinco clasificaciones generales atendiendo el elemento subjetivo del agente:
- Homicidio doloso: Cuando exista la intención positiva de inferir la muerte a la víctima. Es decir, que el sujeto activo tiene la capacidad de querer y entender las consecuencias de su conducta y producir el resultado de muerte.
- Homicidio involuntario, También llamado homicidio culposo o negligente: cuando se conoce el posible resultado de muerte y sin embargo se cree poder evitarlo, pero falla y esta se produce. También se presenta cuando definitivamente se ignora dicho resultado, pero de igual forma se mata. La punibilidad en este caso surge amparada por el deber que toda persona tiene de abstenerse de causar daño a otra, y las acciones carentes de intención y omisiones que conlleven a la muerte serán susceptibles de juzgarse conforme a las leyes penales.
- Homicidio preterintencional: Hace mención al desbordamiento de las intenciones del causante, en las que primitivamente se quiso dañar, pero que desafortunadamente resultó matándola. Por ejemplo, si se desea simplemente golpear a alguien para causarle unas magulladuras, y se termina matándolo. Se ha afirmado que el homicidio preterintencional es un punto medio entre el dolo y la culpa; dolo frente a la acción y culpa frente al resultado. En realidad, el homicidio es una expresión del modelo de responsabilidad objetiva: el hecho de muerte se atribuye si está casualmente relacionado con la conducta voluntaria de las lesiones (art. 584 del código penal italiano, art. 222-7 del código penal francés, felony-murder estadounidense), y en otras jurisdicciones se presume una conducta culpable respecto del hecho involuntario (art. 227 del código penal alemán). En otros sistemas penales (español, suizo, sueco), sin embargo, se prefiere condenar al agente por dos delitos concurrentes: lesiones voluntarias y homicidio.[3][4]
- Homicidio simple: Aquel que se comete a falta de las cuatro agravantes, que son premeditación, alevosía, ventaja y traición.
- Homicidio calificado: Es un delito cuya acción está constituida por la muerte que una persona causa a otra de manera intencional, realizado bajo ciertas circunstancias específicas, relacionadas con el medio empleado o el modo de perpetración.

Hay diversos agravantes para el homicidio según la relación que guarden el homicida y su víctima; por ejemplo, dándole muerte al cónyuge, se convierte en uxoricidio (si se mata a la esposa o novia) o en mariticidio (si se mata al esposo o novio); a los parientes consanguíneos en línea recta ascendente o descendente, es parricidio; magnicidio si la víctima era la máxima representación del Estado; genocidio si intermediaron cuestiones de carácter étnico, racial o religioso para realizar el acto. Cabe anotar que todas estas clases de homicidios pueden acarrear consecuencias jurídicas diferentes.

### Homicidios calificados
A su vez, la calificación de los homicidios se subdivide en:
- Calificación por agravación o agravado en aquellas circunstancias que harán más extensa la sanción penal:
  1. En razón del vínculo entre el autor y la víctima: parricidio.
  2. En razón del modo elegido por el autor para cometerlo: alevosía, ensañamiento, sevicias graves o veneno.
  3. En razón de la causa:
    - Por pago o promesa remuneratoria.
    - Homicidio criminis causa.

  4. Cometido con un medio idóneo para crear un peligro común: (incendio, inundación, descarrilamiento, etc.)
  5. En razón de la cantidad de personas.
- Calificado por atenuación o atenuado:
  1. Homicidio cometido bajo emoción violenta u homicidio emocional.
  2. Homicidio preterintencional.

Aumento de las penas por medio de agravantes:
1. Premeditación: consiste en realizar con anterioridad a la comisión del homicidio, ciertas conductas tendentes a prepararlo; por ejemplo, estudiar a la víctima, sus movimientos, temores, estado de salud, causando un incendio, causando una inundación.
2. Alevosía: se es aleve cuando se emplea algún medio tendente a disminuir o acabar con la defensa que la víctima pueda ofrecer, por ejemplo, emboscándolo, cegándolo.
3. Ventaja: se califica así cuando el agresor no corre el riesgo de ser dañado por su víctima, debido a la calidad de sus armas, el adiestramiento que tenga con ellas, su tamaño o constitución física o hallarse de pie (y la víctima esté inerme o caído). No es lo mismo una pistola calibre 22 que un rifle de asalto AK-47, ni un karateca contra una persona armada con una navaja de mano, por ejemplo. Cabe señalar que no hay ventaja si es la víctima quien está de pie, tiene mejores armas, mejor adiestramiento o posee una mejor condición física.
4. Traición: ocurre cuando, además de la alevosía, se emplea la confianza que la víctima tiene depositada en su agresor; por ejemplo, el novio o novia de una persona, un familiar o un amigo.

#### Homicidio y asesinato
Cuando el homicidio consiste en matar a una persona incurriendo en ciertas circunstancias específicas, dependientes del legislador, tales como la alevosía, el precio, la recompensa, la promesa, el ensañamiento o la premeditación, aumentando deliberada e inhumanamente el dolor del ofendido, es también llamado asesinato. Es un tipo de homicidio calificado. Se considera asesinato cuando una persona causa la muerte de otra y lo lleva a cabo con alguno de los tres supuestos (o los tres juntos) de ‘alevosía’ (se realiza a traición y/o cuando se sabe que la víctima no va a poder defenderse), ‘ensañamiento’ (aumentando deliberada e inhumanamente el sufrimiento de la víctima) o ‘concurrencia de precio’ (cometiendo el crimen a cambio de una retribución económica o material).
Mientras que el homicidio es el delito que alguien comete por acabar con la vida de una persona, el asesinato requiere de un mayor número de requisitos.
Si bien el tema se ha discutido mucho, el asesinato no se trata de un simple homicidio agravado, sino de un delito distinto (de acuerdo con la mayoría de la doctrina y la jurisprudencia), en el que las circunstancias señaladas son elementos constitutivos del mismo. En el asesinato existe una mayor intensidad del propósito criminal que en el homicidio, habiendo siempre un sujeto y por los medios perjudiciales utilizados de un modo especial o por la inconfundible malicia y peligrosidad que se revela, y los planes y estrategias para lograr consumar posteriormente los asesinatos de las víctimas.
Existe, sin embargo, materia jurisprudencial y doctrinal en contrario, lo que refleja las discusiones que aún hoy en día este tema suscita. Entre las razones para considerarlo un homicidio agravado, destacan dos:
- Su regulación separada del homicidio.
- Se considera homicidio cuando una persona causa la muerte a otra, pero en el crimen no se contempla ninguno de los tres supuestos citados en el apartado referente al asesinato. Se puede tener la intención de matar a alguien pero no ensañarse, ni realizarlo alevosamente o bajo recompensa, por lo que se diría que se ha cometido un ‘homicidio doloso’, aunque habitualmente no solemos verlo acompañado del término ‘doloso’.
- Considerarlo homicidio agravado no rompería la unidad de título de imputación en el caso de que existiera participación en el delito y los partícipes no conociesen que el autor actuó por una de las causas o requisitos exigidos para esta figura. Podría castigarse, así, al autor como tal de un delito de asesinato y a los partícipes como autores de un delito de homicidio.

Por todo ello, no existe el asesinato imprudente, sino que lleva siempre aparejada la intencionalidad.

### Homicidio involuntario
El homicidio culposo puede ser excluyente de responsabilidad penal si se realizó en legítima defensa, prevención de un delito más grave (estado de necesidad), cumplimiento de una orden de un mando superior, o por un deber legal.

## Sujetos
Dentro del homicidio encontramos dos tipos de sujetos:
- Sujeto activo: Es aquel que ejecuta la conducta de acción o de omisión, para producir el resultado de muerte; es decir, el homicida.
- Sujeto pasivo: Es el individuo titular del bien jurídico "vida". Es diferente de la víctima que contempla tanto al sujeto pasivo como a las demás personas que se vieron afectadas por la comisión del delito.

## Conducta
El homicidio se considera una conducta, y podemos clasificarla como conducta de acción cuando el sujeto activo efectúa los movimientos corpóreos necesarios para producir el resultado de la muerte del sujeto pasivo, y conducta de omisión u omisión impropia, en la que el sujeto activo deja de hacer lo que de él se esperaba como tutor de una vida y debido a ello se produce como resultado la muerte del sujeto pasivo.
Por ejemplo, una madre que deja de alimentar a su hijo, con el resultado de la muerte de este, sería un caso de homicidio por omisión, puesto que la madre es responsable de mantener con vida a un individuo que no puede hacerlo por sí mismo.

## Historia
Este crimen, siendo voluntario, tenía pena de muerte entre los judíos. En el capítulo XXI del Éxodo, en el XXXV de los Números, en el XIX del Deuteronomio y en el XXI del mismo libro, se leen varias leyes concernientes al homicidio voluntario e involuntario. Además, Jesucristo por san Mateo en el capítulo V. dice: quien matare será condenado a muerte en juicio. Últimamente, por el capítulo XXII del Apocalipsis, se ve que los homicidas no entrarán en el reino de Dios.
En el Ática había un tribunal llamado Phreattis, el cual entendía de los homicidios. Por lo común, solo juzgaba de aquellos que acusados de homicidas en su país, se habían fugado o bien de aquellos que habiendo cometido un homicidio involuntario, se habían hecho después culpables de otro premeditado. Los jueces se reunían cerca la playa del mar y el acusado sin permitirle desembarcar, defendía su causa desde una lancha. Si resultaba culpable, era abandonado a la merced de las ondas y de los vientos. Teucro fue el primero que se justificó por este modo probando que era inocente de la muerte de Áyax.
En Atenas el homicidio involuntario era castigado con un año de destierro. El homicidio voluntario tenía pena de la vida pero se dejaba al culpable la libertad de huir antes de proferirse la sentencia y en este caso se contentaban con confiscarle sus bienes y dotar su cabeza. Para este crimen había en Atenas tres tribunales:
- el Areópago para la muerte premeditada.
- el Palladium para la involuntaria.
- el Epidelfinium para aquellos matadores que pretendían haberlo hecho legítimamente.

En los tiempos antiguos muchas veces bastaba hacer algunas expiaciones para salvarse o ser absuelto de un homicidio.
En Roma las primeras leyes hechas por Numa condenaban a muerte los homicidas. Tulo Hostilio hizo otra ley para castigar a los homicidas con motivo de la muerte cometida por uno de los Horacios. Por ella dispuso que los decenviros serían los jueces de esta clase de delitos, de cuya sentencia podía apelar el reo al pueblo: pero si la sentencia quedaba aprobada o confirmada, el culpable era ahorcado de un árbol, después de haber sido azotado, en la ciudad o fuera de ella. Por la ley Cornelia de Sicariis decretada por Lucio Cornelio Sila, siendo dictador en el año 673 de Roma, estableció algunas distinciones: si el culpable era un hombre ilustre o rico, se le castigaba con destierro, si era un hombre cualquiera se le cortaba la cabeza y si un esclavo, se le crucificaba o se le hacía combatir contra las bestias feroces. Después con el tiempo, se reparó esta injusticia condenando a muerte indistintamente a todo homicida.
Por el Concilio de Trento se dispuso que no se ordenase jamás al homicida voluntario y que solo pudiese hacerse con el involuntario o casual cuando hubiese motivos muy urgentes y después de aprobadas las preces.

## Regulación por países

### Argentina
El homicidio se encuentra penado en el Código Penal de la Nación Argentina en los artículos 79 a 84.
El homicidio es agravado:
- Por el vínculo con la víctima. Matar a un familiar directo, al cónyuge o a la pareja, aunque no haya convivencia.
- Por la forma de cometerlo. Matar con:
  - Ensañamiento, que quiere decir, aumentar voluntariamente y de forma inhumana el sufrimiento de la víctima.
  - Alevosía, que significa actuar a traición y sobre seguro.
  - Veneno u otro procedimiento insidioso. La insidia ocurre cuando los medios empleados hacen más difícil a la víctima precaverse, prevenirse, defenderse del agresor.
- Por precio o promesa remuneratoria. Matar a otro a cambio de un pago , Sicariato.
- Por odio racial, religioso, de género o de orientación sexual.
- Por el medio empleado. El código agrava el matar a otro con un medio que puede crear un peligro común. Por ejemplo una bomba, un incendio, etc.
- Matar a otro con el concurso premeditado de 2 ó más personas. Lo que significa que el que mata se pone de acuerdo con 2 o más personas para cometer el homicidio. Deben ser al menos 3 personas.
- Homicidio criminis causa. Matar para preparar, facilitar, cometer u ocultar otro delito.
- Homicidio a un miembro de las fuerzas de seguridad.
- Homicidio por un miembro de las fuerzas de seguridad, abusando de su cargo.
- Homicidio de un superior militar.
- Femicidio. Cuando el hecho sea perpetrado por un hombre contra una mujer y mediare violencia de género.[7]
- Por venganza transversal. También llamado Femicidio Vinculado. Matar a alguien para causar sufrimiento a otra persona con la que se mantiene o ha mantenido una relación.

Hay dos casos de homicidio donde se atenúa la pena, es decir se aplica una pena menor:
- Homicidio producido en un estado de emoción violenta. La emoción violenta es un estado psíquico y del ánimo del autor que le genera una conmoción a causa de una ofensa a sus sentimientos por parte de la víctima o de un tercero. Se afecta su facultad de controlarse a sí mismo, puede ser ira, irritación, miedo, dolor, estado pasional etc.
- Homicidio preterintencional. Es el caso de quien tiene la voluntad de causar un daño en el cuerpo o en la salud de una persona y, sin querer, la mata; pero el medio usado para producir el daño no debía razonablemente ocasionar la muerte.

### Ecuador
En Ecuador se encuentra regulado en el artículo 140 del Código de Procedimiento Integral Penal capítulo segundo "Delitos contra los derechos de libertad" sección primera.
En el Ecuador según la normativa del código de procedimiento integral penal se denomina asesinato cuando una persona mata a otra, teniendo así una sanción con pena privativa de libertad de veintidós a veintiséis años, si concurre alguna de las siguientes circunstancias:
1. A sabiendas, la persona infractora ha dado muerte a su ascendiente, descendiente, cónyuge, conviviente, hermana o hermano.
2. Colocar a la víctima en situación de indefensión, inferioridad o aprovecharse de esta situación.
3. Por medio de inundación, envenenamiento, incendio o cualquier otro medio que ponga en peligro la vida o la salud de otras personas.
4. Buscar con dicho propósito, la noche o el despoblado.
5. Utilizar medio o medios capaces de causar grandes estragos.
6. Aumentar deliberada e inhumanamente el dolor a la víctima.
7. Preparar, facilitar, consumar u ocultar otra infracción.
8. Asegurar los resultados o impunidad de otra infracción.
9. Si la muerte se produce durante concentraciones masivas, tumulto, conmoción popular, evento deportivo o calamidad pública.
10. Perpetrar el acto en contra de un dignatario o candidato a elección popular, elementos de las Fuerzas Armadas o la Policía Nacional, fiscales, jueces o miembros de la Función Judicial por asuntos relacionados con sus funciones o testigo protegido.[8]

### España
El homicidio, para el Código Penal español vigente del año 1995, es un delito que atenta contra el bien jurídico vida humana independiente. El tipo básico se encuentra regulado en el artículo 138.1: "El que matare a otro será castigado, como reo de homicidio, con la pena de prisión de diez a quince años".
El artículo 138.2 recoge las modalidades del homicidio agravado, castigándolo con la pena superior en grado. Primero, cuando el homicidio concurra en su comisión alguna de las circunstancias del apartado 1 del artículo 140, artículo que regula el asesinato agravado. Estas circunstancias son:
- Que la víctima sea menor de dieciséis años, o se trate de una persona especialmente vulnerable por razón de su edad, enfermedad o discapacidad (entendida según lo dispone el artículo 25 CP).
- Que el hecho fuera subsiguiente a un delito contra la libertad sexual que el autor hubiera cometido sobre la víctima. La redacción de este agravante ha generado controversia al no concretarse un periodo concreto necesario entre el delito contra la libertad sexual de la víctima y el homicidio para poder aplicarse. También se ha criticado la necesidad establecida en el precepto de que el autor del delito contra la libertad sexual de la víctima deba ser necesariamente el mismo que del delito de asesinato u homicidio agravado.
- Que el delito se hubiera cometido por alguien perteneciente a un grupo u organización criminal.

La otra modalidad de homicidio agravado regulado en el artículo 138.2 se da cuando los hechos sean además constitutivos de un delito de atentado del artículo 550.
La figura recogida del artículo 138 disposición es eminentemente dolosa. El homicidio cometido por imprudencia grave, se recoge en el artículo 142 (así como el homicidio imprudente con armas o vehículos de motor y el homicidio por imprudencia profesional)
Es necesario señalar que en el Derecho español, no se encuentra recogido el homicidio preterintencional; aplicándose, en la mayoría de los casos, un concurso ideal de delitos entre el homicidio y la figura delictiva de que se trate. Tampoco existen otras figuras específicas como el parricidio o el uxoricidio, ya que en el Derecho penal español el castigo se fundamenta en la violación del bien jurídico y no se castiga el hecho de matar a una persona u otra. Para estos casos, podría utilizarse como agravante, la circunstancia mixta de parentesco del artículo 23 del Código Penal.
La figura del asesinato se encuentra dentro del título del Código Penal: "Del homicidio y sus formas", en el artículo 139. Tiene lugar cuando en el delito de homicidio concurrieren alguno de estos requisitos:
- Alevosía: consiste en el empleo de medios, modos o formas en la ejecución que tiendan directa y especialmente a asegurarla, sin riesgo para el agresor que proceda de la defensa que pudiera hacer la víctima o con la búsqueda consciente de que el delito quede impune. Son casos de alevosía aquellos en los que se aprovecha la particular situación de desvalimiento e indefensión del agredido, cuando la ejecución es súbita e inesperada, por sorpresa, o cuando se hace mediante acechanza, apostamiento, trampa, emboscada o celada. También pueden serlo la nocturnidad o el disfraz, que impiden el reconocimiento del autor del crimen.
- Precio, Recompensa o Promesa: esta circunstancia tiene un carácter ineludiblemente económico. Es una expresión antigua, pero que el legislador español la ha querido mantener por existir una jurisprudencia profusa en aplicación de la misma. No es necesario que la contraprestación económica sea previa a la comisión del hecho delictivo, ni que se verifique objetivamente (caben casos de fraude). Lo importante es que el sujeto activo cometa el hecho movido por esta intencionalidad económica.
- Ensañamiento: esto es, aumentando deliberada y de forma cruel el dolor de la víctima. El ensañamiento se aprecia tanto por la intención, como por el objetivo resultado de incrementar el dolor del agredido, y por ello excluye actos realizados sobre el cadáver con posterioridad a la muerte de la víctima (que podría constituir otro delito diferente, como es la profanación de cadáver). Es doctrina del Tribunal Supremo que no debe confundirse ensañamiento con "ánimo decidido de matar".
- Que la muerte se realizase para facilitar la comisión de otro delito o para evitar que se descubra. Este agravante se introdujo con la última reforma del Código Penal español, en vigor desde el 1 de julio de 2015.[9]

### Guatemala
Artículo 123 del Código Penal, Decreto Número 17-73 Homicidio: comete homicidio quien diere muerte a alguna persona. Al homicida se le impondrá prisión de 15 a 40 años máximo.

### Estados Unidos
El asesinato en California se define como "el homicidio ilegítimo de un ser humano o un feto con malicia premeditada". La previsión de la malicia se puede definir simplemente como: querías matar a la víctima. La malicia se refiere a cuando:
- El asesinato fue un acto intencional.
- La acción realizada tiene consecuencias naturales que se sabe que son peligrosas para la vida humana.
- La acción se llevó a cabo de forma deliberada y con un desprecio consciente por la vida humana.

Hay tres niveles de severidad para el asesinato en California: asesinato en primer grado, asesinato en segundo grado y asesinato capital.
Una persona condenada por asesinato en primer grado en California enfrentará una sentencia de 25 años a cadena perpetua. Deben cumplir al menos 25 años de detención antes de ser elegibles para libertad condicional. Si el asesinato fue cometido debido a la raza, religión o género de la víctima, los condenados serán sancionados a cadena perpetua sin posibilidad de libertad condicional.
Una persona condenada por asesinato en segundo grado en California enfrentará una sentencia de 15 años a cadena perpetua. Deben cumplir una condena de 15 años de detención prisión antes de ser elegibles para la libertad condicional. Los castigos son mucho más severos si la víctima del asesinato era un oficial de paz o fue asesinada durante un tiroteo.
Si una persona es condenada por asesinato capital, puede enfrentar una sentencia de cadena perpetua sin libertad condicional o la pena de muerte.
Si se usó un arma durante el asesinato, el castigo incluirá una condena de 10, 20 o 25 años de prisión adicional. Los condenados también recibirá penales y multas de hasta $ 10,000. También tendrán que pagar restitución a las víctimas, y ya no se les permitirá tener un arma.

### Perú
El homicidio, en el Código Penal del Perú,  esta tipificado dentro del Título I-Delitos contra la vida, el cuerpo y la salud. Específicamente, en los artículos 106 al 108-A: "El que mata a otro será reprimido con pena privativa de libertad no menor de seis ni mayor de veinte años". Su configuración actual es la siguiente:
- Homicidio simple (artículo 106).
- Parricidio (artículo 107).
- Asesinato (artículo 108).
- Homicidio calificado de funcionarios y autoridades (artículo 108A).
- Feminicidio (artículo 108B).
- Sicariato (artículo 108C).
- Delitos periféricos al sicariato (artículo 108D).
- Homicidio por emoción violenta (artículo 109).
- Infanticidio (artículo 110).
- Homicidio culposo (artículo 111).
- Homicidio por piedad (artículo 112).
- Instigación o ayuda al suicidio (artículo 113).

### Venezuela
El delito de homicidio en todas sus modalidades se encuentra tipificado en el Código Penal Venezolano, en los siguientes términos:
Homicidio simple
Artículo 405. El que intencionalmente haya dado muerte a alguna persona será penado con presidio de doce a dieciocho años.
Homicidio calificado
Artículo 406. En los casos que se enumeran a continuación se aplicarán las siguientes penas:
1. Quince años a veinte años de prisión a quien cometa el homicidio por medio de veneno o de incendio, sumersión u otro de los delitos previstos en el Título VII de este libro, con alevosía o por motivos fútiles o innobles, o en el curso de la ejecución de los delitos previstos en los artículos 449, 450, 451, 453, 456 y 458 de este Código.
2. Veinte años a veintiséis años de prisión si concurrieren en el hecho dos o más de las circunstancias indicadas en el numeral que antecede.
3. De veintiocho años a treinta años de prisión para los que lo perpetren:
a. En la persona de su ascendiente o descendiente o en la de su cónyuge.
b. En la persona del Presidente de la República o de quien ejerciere interinamente las funciones de dicho cargo.
Parágrafo único: Quienes resulten implicados en cualquiera de los supuestos expresados en los numerales anteriores, no tendrán derecho a gozar de los beneficios procesales de ley ni a la aplicación de medidas alternativas del cumplimiento de la pena.
Homicidio agravado
Artículo 407. La pena del delito previsto en el artículo 405 de este Código, será de veinte años a veinticinco años de presidio:
1. Para los que lo perpetren en la persona de su hermano.
2. Para los que lo cometan en la persona del Vicepresidente Ejecutivo de la República, de alguno de los Magistrados o Magistradas del Tribunal Supremo de Justicia, de un Ministro del Despacho, de un Gobernador de estado, de un diputado o diputada de la Asamblea Nacional, del Alcalde Metropolitano, de los Alcaldes, o de algún rector o rectora del Consejo Nacional Electoral, o del Defensor del Pueblo, o del Procurador General, o del Fiscal General o del Contralor General de la República, o de algún miembro del Alto Mando Militar, de la Policía, o de algún otro funcionario público, siempre que respecto a estos últimos el delito se hubiere cometido a causa de sus funciones.
Parágrafo único: Quienes resulten implicados en cualquiera de los supuestos expresados en los numerales anteriores, no tendrán derecho a gozar de los beneficios procesales de ley ni a la aplicación de medidas alternativas del cumplimiento de la pena.
Homicidio concausal
Artículo 408. En los casos previstos en los artículos precedentes, cuando la muerte no se hubiere efectuado sin el concurso de circunstancias preexistentes desconocidas del culpado, o de causas imprevistas que no han dependido de su hecho, la pena Será de presidio de siete a diez años, en el caso del artículo 405; de diez a quince años, en el del artículo 406; y de ocho a doce años en el del artículo 407.
Homicidio culposo
Artículo 409. El que por haber obrado con imprudencia o negligencia, o bien con impericia en su profesión, arte o industria, o por inobservancia de los reglamentos, órdenes e instrucciones, haya ocasionado la muerte de alguna persona, será castigado con prisión de seis meses a cinco años.
En la aplicación de esta pena los tribunales de justicia apreciaran el grado de culpabilidad del agente.
Si del hecho resulta la muerte de varias personas o la muerte de una sola y las heridas de una o más, con tal que las heridas acarreen las consecuencias previstas en el artículo 414, la pena de prisión podrá aumentar hasta ocho años.
Homicidio preterintencional
Artículo 410. El que con actos dirigidos a ocasionar una lesión personal, causare la muerte de alguno, será castigado con presidio de seis a ocho años, en el caso del artículo 405; de ocho a doce años, en el caso de artículo 406; y de siete a diez años, en el caso del artículo 407.
Si la muerte no hubiese sobrevenido sin el concurso de circunstancias preexistentes desconocidas del culpable, o de causas imprevistas o independientes de su hecho, la pena será la de presidio de cuatro a seis años, en el caso del artículo 405; de seis a nueve años, en el caso del artículo 406; y de cinco a siete años, en el caso del artículo 407.

## Homicidios
- Homicidio consensuado (véase Eutanasia)
- Homicidio negligente
- Homicidio doloso
- Homicidio vehicular
- Crimen de honor
- Homicidio por violación
- Asesinatos
  - Asesinato ritual
    - Sacrificio humano

  - Asesinato por mandato
  - Asesinato con tortura
  - Linchamiento
  - Asesinato sexual
  - Asesinato masivo
  - Asesinato en serie

Por tipo de víctima
- Deicidio
- Democidio
- Feticidio
- Feminicidio
- Genocidio
- Infanticidio
- Magnicidio
- Pogromo
- Regicidio
- Suicidio
- Uxoricidio

Homicidios familiares
- Avunculicidio, asesinato de tío/a.
- Filicidio, asesinato de hijo/a.
- Fratricidio, asesinato de hermano.
- Matricidio, homicidio de madre.
- Mariticidio, homicidio del esposo.
- Nepoticidio, homicidio de nieto/a.
- Parricidio, homicidio de padres, madres o pariente cercano.
- Patricidio, homicidio del padre.
- Prolicidio, homicidio de los descendientes.
- Soricidio, homicidio de hermana.
- Uxoricidio, homicidio de la esposa.